# Vismia rufa
Vismia rufa är en johannesörtsväxtart som beskrevs av José Cuatrecasas. Vismia rufa ingår i släktet Vismia och familjen johannesörtsväxter. Inga underarter finns listade i Catalogue of Life.